# Équipe de Sarre de football
Maillots
L'équipe de Sarre de football fut une sélection des meilleurs joueurs de Sarre sous l'égide de la Fédération sarroise de football (Saarländischer Fußballbund). Cette équipe est l'une des trois équipes allemandes d'après-guerre (avec celle de la RFA et celle de la RDA).

## Histoire

### Le contexte historique
L’équipe de Sarre de football (Saarländische Fußballnationalmannschaft) fut une sélection des meilleurs joueurs de Sarre sous l'égide de la Fédération sarroise de football (Saarländischer Fußballbund), lorsque cette région d'Allemagne fut sous protectorat français après la Seconde Guerre mondiale. Cette équipe est l'une des trois équipes allemandes d'après-guerre (avec celle de la RFA et celle de la RDA). C‘est un territoire d'Allemagne sous protectorat français mais possédant un statut autonome. Le protectorat de Sarre correspondait à l'actuel land de la Sarre, qui fut placé sous tutelle française au lendemain de la seconde Guerre mondiale. Il a été rattaché à la RFA par voie de référendum en 1957.

### Les débuts de la Sarre
Le 25 juillet 1948, la Saarländische Fußballbund est fondée à Sulzbach. À partir de la saison 1948-49, les équipes sarroises ne participent plus au Championnat d'Allemagne mais à leur propre championnat. Le 1.FC Sarrebruck, toutefois, jugeant le niveau du championnat de Sarre trop faible, s'inscrit en deuxième division du championnat de France pour la saison 1948-49, mais, ses matchs étant joués hors-concours, sa place de premier au classement reste officieuse et le club n'est pas autorisé à monter en première division. Le 17 juillet 1949, l'adhésion à la Fédération française de football est rejetée par 609 voix contre 299 et un an plus tard, le 22 juin 1950, la SFB est officiellement admise au sein de la FIFA. En 1951, la FIFA donne son accord aux fédérations de Sarre et d'Allemagne (de l'Ouest) pour que les clubs sarrois participent au championnat d'Allemagne de l'Ouest. Dès la première saison, le 1.FC Sarrebruck atteint la finale du championnat, qu'il perd contre le VfB Stuttgart. Après la réintégration de la Sarre dans l'Allemagne de l'Ouest, l'équipe de Sarre de football cesse d'exister alors que la SFB est renommée Saarländischer Fußball-Verband et devient l'une des ligues régionales qui composent la Fédération allemande de football. Le premier match officiel de la Sarre fut joué à domicile (Sarrebruck), le 22 novembre 1950, contre la Suisse (B) qui se solda par une victoire sarroise (5-3, doublés d’Erich Leibenguth et d’Herbert Martin, but de Karl Berg). La plus large victoire de l’équipe de Sarre fut jouée à Berne, contre la Suisse (B), le 15 septembre 1951, qui se solda par un 5-2 pour les visiteurs (doublé d’Herbert Martin et buts de Gerhard Siedl, d’Herbert Binkert et d’Erich Leibenguth).

### La Sarre et les éliminatoires de la Coupe du monde 1954
La seule participation de l’équipe de Sarre à la Coupe du monde de football a lieu en 1954. Elle rencontre la RFA et la Norvège dans le groupe 1, dans un tournoi triangulaire. La Sarre a gagné son seul match officiel contre la Norvège, lors du match d'ouverture, 3-2. Après le match nul de la RFA contre la Norvège, la Sarre occupe une surprenante place de leader du groupe. Malheureusement pour elle, cela ne dure pas. En effet, ils sont largement battus (3-0) par leurs voisins à Stuttgart. Cependant, une victoire à Sarrebruck contre la Norvège leur aurait donné une vraie chance de se qualifier. Ils ne peuvent faire mieux que 0-0. Avant le match entre ses deux adversaires, la Sarre est leader ex æquo, mais la balade allemande contre la Norvège (5-1) amoindrit ses chances. Il leur reste une petite chance de se qualifier. Il leur suffit de battre la RFA pour être co-leader à la fin des matchs de qualification. Cependant, ils perdent la rencontre 3-1, et se placent donc deuxièmes de la poule. Ces quatre matchs constituent la seule participation de l’équipe de Sarre à la coupe du monde.

#### Groupe 1 dutour préliminaire de la Coupe du monde 1954
Le groupe 1 compte 3 équipes : la RFA, la Norvège et la sélection de Sarre (territoire d'Allemagne sous protectorat français mais possédant un statut autonome). La RFA remporte aisément son groupe et se qualifie pour la Coupe du monde.
|   | Équipe               | Pts | J | G | N | P | BP | BC | Diff |
| - | -------------------- | --- | - | - | - | - | -- | -- | ---- |
| 1 | Allemagne de l'Ouest | 7   | 4 | 3 | 1 | 0 | 12 | 3  | +9   |
| 2 | Sarre                | 3   | 4 | 1 | 1 | 2 | 4  | 8  | -4   |
| 3 | Norvège              | 2   | 4 | 0 | 2 | 2 | 4  | 9  | -5   |

| 24 juin 1953     | Norvège              | 2 | 3 | Sarre                |
| 19 août 1953     | Norvège              | 1 | 1 | Allemagne de l'Ouest |
| 11 octobre 1953  | Allemagne de l'Ouest | 3 | 0 | Sarre                |
| 8 novembre 1953  | Sarre                | 0 | 0 | Norvège              |
| 22 novembre 1953 | Allemagne de l'Ouest | 5 | 1 | Norvège              |
| 28 mars 1954     | Sarre                | 1 | 3 | Allemagne de l'Ouest |

### La fin de l'équipe nationale sarroise et le bilan
La plus large défaite de l’équipe de Sarre fut jouée à domicile (Sarrebruck), le 5 juin 1954, contre l’Uruguay, qui se solda par un score sans appel de 7 buts à 1 (but de Robert Niederkirchner). Le dernier match officiel de la Sarre fut joué à Amsterdam, contre les Pays-Bas, qui se solda par une défaite sarroise sur le score de 3 buts à 2 (buts de Heinz Vollmar et de Karl Ringel). Elle ne joua que 19 rencontres, dont 10 contre des équipes réserves, mais participa toutefois aux qualifications de la Coupe du monde de football 1954. Les meilleurs buteurs sarrois sont avec 6 buts, Herbert Binkert (1.FC Sarrebruck) et Herbert Martin (FC Ensdorf 1912 puis 1.FC Sarrebruck). Waldemar Philippi, joueur de 1.FC Sarrebruck, est le recordman de sélections avec 18 capes sur les 19 matchs de la Sarre, ne ratant que le match contre l’Uruguay. Les deux sélectionneurs de l’équipe de Sarre furent un Français, Auguste Jordan (1950-1952) et un Allemand, Helmut Schön (1952-1957), futur sélectionneur de la RFA de 1964 à 1978.

Le tableau ci-dessous liste l'ensemble des rencontres disputées par la sélection de Sarre :
| #  | Date              | Lieu       | Match                        | Score | Compétition                                  |
| -- | ----------------- | ---------- | ---------------------------- | ----- | -------------------------------------------- |
| 1  | 22 novembre 1950  | Sarrebruck | Sarre - Suisse B             | 5-3   | Amical                                       |
| 2  | 27 mai 1951       | Sarrebruck | Sarre - Autriche B           | 3-2   | Amical                                       |
| 3  | 15 septembre 1951 | Berne      | Suisse B - Sarre             | 2-5   | Amical                                       |
| 4  | 14 octobre 1951   | Vienne     | Autriche B - Sarre           | 4-1   | Amical                                       |
| 5  | 20 avril 1952     | Sarrebruck | Sarre - France B             | 0-1   | Amical                                       |
| 6  | 5 octobre 1952    | Strasbourg | France B - Sarre             | 1-3   | Amical                                       |
| 7  | 24 juin 1953      | Oslo       | Norvège - Sarre              | 2-3   | Tours préliminaires à la Coupe du monde 1954 |
| 8  | 11 octobre 1953   | Stuttgart  | Allemagne de l'Ouest - Sarre | 3-0   | Tours préliminaires à la Coupe du monde 1954 |
| 9  | 8 novembre 1953   | Sarrebruck | Sarre - Norvège              | 0-0   | Tours préliminaires à la Coupe du monde 1954 |
| 10 | 28 mars 1954      | Sarrebruck | Sarre - Allemagne de l'Ouest | 1-3   | Tours préliminaires à la Coupe du monde 1954 |
| 11 | 5 juin 1954       | Sarrebruck | Sarre - Uruguay              | 1-7   | Amical                                       |
| 12 | 26 septembre 1954 | Sarrebruck | Sarre - Yougoslavie          | 1-5   | Amical                                       |
| 13 | 17 octobre 1954   | Lyon       | France B - Sarre             | 4-1   | Amical                                       |
| 14 | 1er mai 1955      | Oeiras     | Portugal B - Sarre           | 6-1   | Amical                                       |
| 15 | 9 octobre 1955    | Sarrebruck | Sarre - France B             | 7-5   | Amical                                       |
| 16 | 16 novembre 1955  | Sarrebruck | Sarre - Pays-Bas             | 1-2   | Amical                                       |
| 17 | 1er mai 1956      | Sarrebruck | Sarre - Suisse               | 1-1   | Amical                                       |
| 18 | 3 juin 1956       | Sarrebruck | Sarre - Portugal B           | 0-0   | Amical                                       |
| 19 | 6 juin 1956       | Amsterdam  | Pays-Bas - Sarre             | 3-2   | Amical                                       |

## Palmarès

### Parcours enCoupe du monde
| Année | Position          |
| ----- | ----------------- |
| 1950  | Non inscrite      |
| 1954  | Tour préliminaire |

## Sélectionneurs
| Sélectionneur  | Période   | Matchs | Gagnés | Nuls | Perdus | Gagnés % |
| -------------- | --------- | ------ | ------ | ---- | ------ | -------- |
| Auguste Jordan | 1951-1953 | 0      | 0      | 0    | 0      | 0.0      |
| Helmut Schön   | 1953-1957 | 0      | 0      | 0    | 0      | 0.0      |